# Gonatodes caudiscutatus
Gonatodes caudiscutatus är en ödleart som beskrevs av  Günther 1859. Gonatodes caudiscutatus ingår i släktet Gonatodes och familjen geckoödlor. IUCN kategoriserar arten globalt som livskraftig. Inga underarter finns listade i Catalogue of Life.